# Thomas Myhre
Thomas Myhre (født 16. oktober 1973 i Sarpsborg) er en tidligere norsk fodboldspiller. Han er spillede sidst i Kongsvinger IL efter at være blevet løst fra sin kontrakt i Viking Stavanger. Myhre har tidligere været førstevalg på det norske landshold, men har ikke spillet en landskamp siden 2007.